# Kamienica Busserowska w Warszawie
Kamienica Busserowska, Skwarczyńskich, Ziembowiczowska, Przewoźnikowska – czterokondygnacyjna, trzytraktowa kamienica wzniesiona w połowie XV wieku, znajdująca się przy Rynku Starego Miasta nr 24 w Warszawie.

## Opis

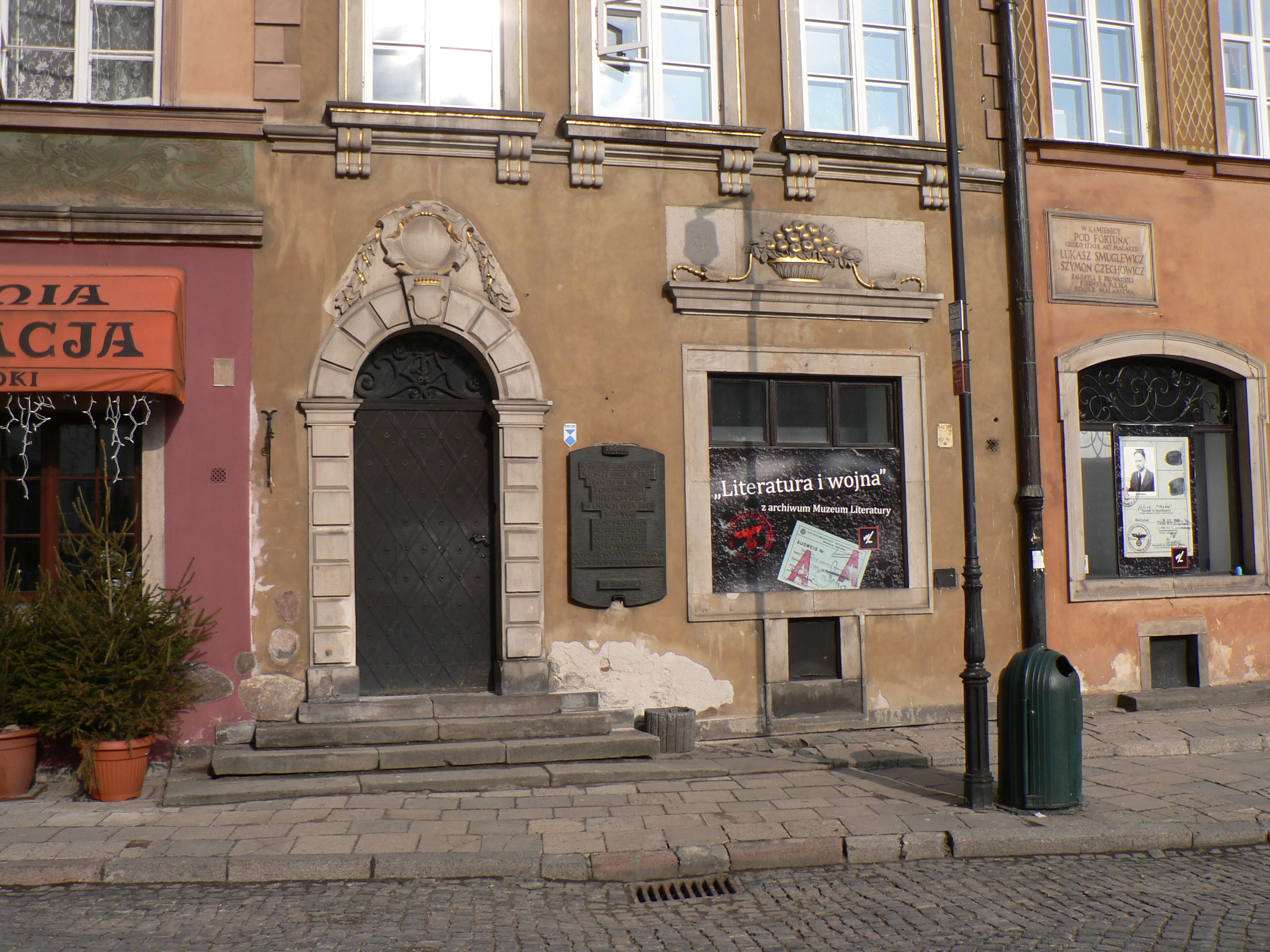
Wejście do kamienicy

Kamienica wzmiankowana była po raz pierwszy w 1541 r., przy okazji zmiany właściciela. Stanisław Cuszibita (Kuszibit) przekazywał prawo własności domu zięciowi Jerzemu Filipowiczowi (przewoźnikowi i kupcowi). Prawdopodobnie wówczas została przebudowana (w piwnicach utworzono układ trzytraktowy i założono sklepienia). Natomiast w 1569 r. otrzymała nazwę Przewoźnikowska.
We wczesnych latach swojego istnienia kamienica znajdowała się w posiadaniu Kozianogów, następnie Małodobrych, a w XVI wieku rodziny miodowników i piekarzy – Weissów (Weyssów, Weiszów), którzy po 1599 r. wyremontowali budynek.

D.O.M. 

Suo et Posteritatis usu 

Lucas Busser, consul Warsaviensis 

Domum hane a fundametis 

extruxit 

Anno ✝ Dni

MDCXXIX

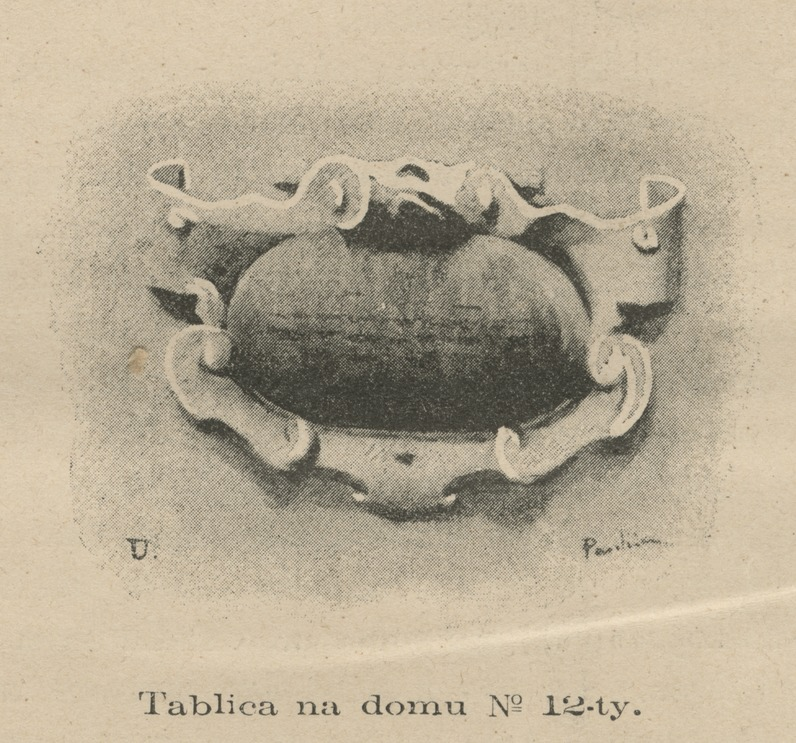
Tablica fundacyjna znad drzwi, zniszczona podczas II wojny światowej

W latach 1600–1671 była własnością rodziny Busserów. W tym okresie została również przebudowana na zlecenie Łukasza Bussera (rajcy). Nadano jej wówczas barokowy charakter. W połowie XVII wieku należała do Jana Ziembowicza (rajcy). Kamienicę nadbudowano w pierwszej połowie XVIII wieku.
Około 1784–1797 była własnością Jakuba de Roussy. W latach 1780–1796 mieściła się w niej drukarnia Piotra Dufoura, a później Tomasza Le Bruna. W połowie XIX wieku drukowano tam „Tygodnik Ilustrowany” w zakładzie J. Ungra. Około 1816–1821 właścicielem był Jan Reszke (Reszkie), ok. 1852 r. Łukasz Rudnicki, w latach 1876–1880 Bronisław Chlebowski, a ok. 1887–1915 Moszek Lamrantz. W 1919 r. część pomieszczeń została wyremontowana. Kolejnymi właścicielami nieruchomości byli Lesznowscy (związani z „Gazetą Warszawską” – w XX wieku organ endecji, w latach 1935–1939 ukazywała się jako „Warszawski Dziennik Narodowy”). Od 1924 r. ostatnim prywatnym właścicielem kamienicy był Wacław Szadurski.
W 1928 r. na budynku pojawiły się polichromie Edwarda Okunia. Przeprowadzono wówczas także remont fasady, podczas którego m.in. po prawej stronie wstawiono ponownie okno, a pod ławami okien drugiej kondygnacji pojawiły się konsole.
Podczas II wojny światowej budynek spalono i zburzono. Odbudowano go w latach 1952–1953 według projektu Teodora Burszego.
Po wojnie na parterze kamienicy mieściła się księgarnia literacka, a od 12 grudnia 1955 Klub Księgarza oraz Stowarzyszenie Księgarzy Polskich. W klubie organizowana jest Warszawska Premiera Literacka (od 1985 r.), której organizatorami są: Instytut Książki, Biblioteka Publiczna m.st. Warszawy – Biblioteka Główna województwa mazowieckiego, Fundacja Kultury Polskiej oraz Zarząd Okręgu Warszawskiego Stowarzyszenia Księgarzy Polskich. 
W 1965 roku kamienica została wpisana do rejestru zabytków.
W 1983 na fasadzie kamienicy umieszczono żeliwną tablicę upamiętniającą polskich księgarzy.